# キクザキイチゲ
キクザキイチゲ（菊咲一華、学名：Anemone pseudoaltaica H.Hara）は、キンポウゲ科イチリンソウ属の多年草。キクザキイチリンソウ（菊咲一輪草）とも呼ばれる。

## 特徴
北海道、本州の近畿地方以北に分布し、落葉広葉樹林の林床などに生育する。高さ10-30 cm。花期は3-5月で、白色～紫色の花弁状の萼片を持つ花を一輪つける。花弁はない。キクに似た花を一輪つけることからこの名がついた。
春先に花を咲かせ、落葉広葉樹林の若葉が広がる頃には地上部は枯れてなくなり、その後は翌春まで地中の地下茎で過ごすスプリング・エフェメラルの一種。
山梨県など複数の都道府県で、レッドリストの絶滅危惧I類や絶滅危惧II類などの指定を受けている。

## 近縁種
- アズマイチゲ（東一華、学名：Anemone raddeana） - 葉がアズマイチゲより深く切れ込んでいる点で区別ができる。
- ユキワリイチゲ（雪割一華、学名：Anemone keiskeana）

## 画像

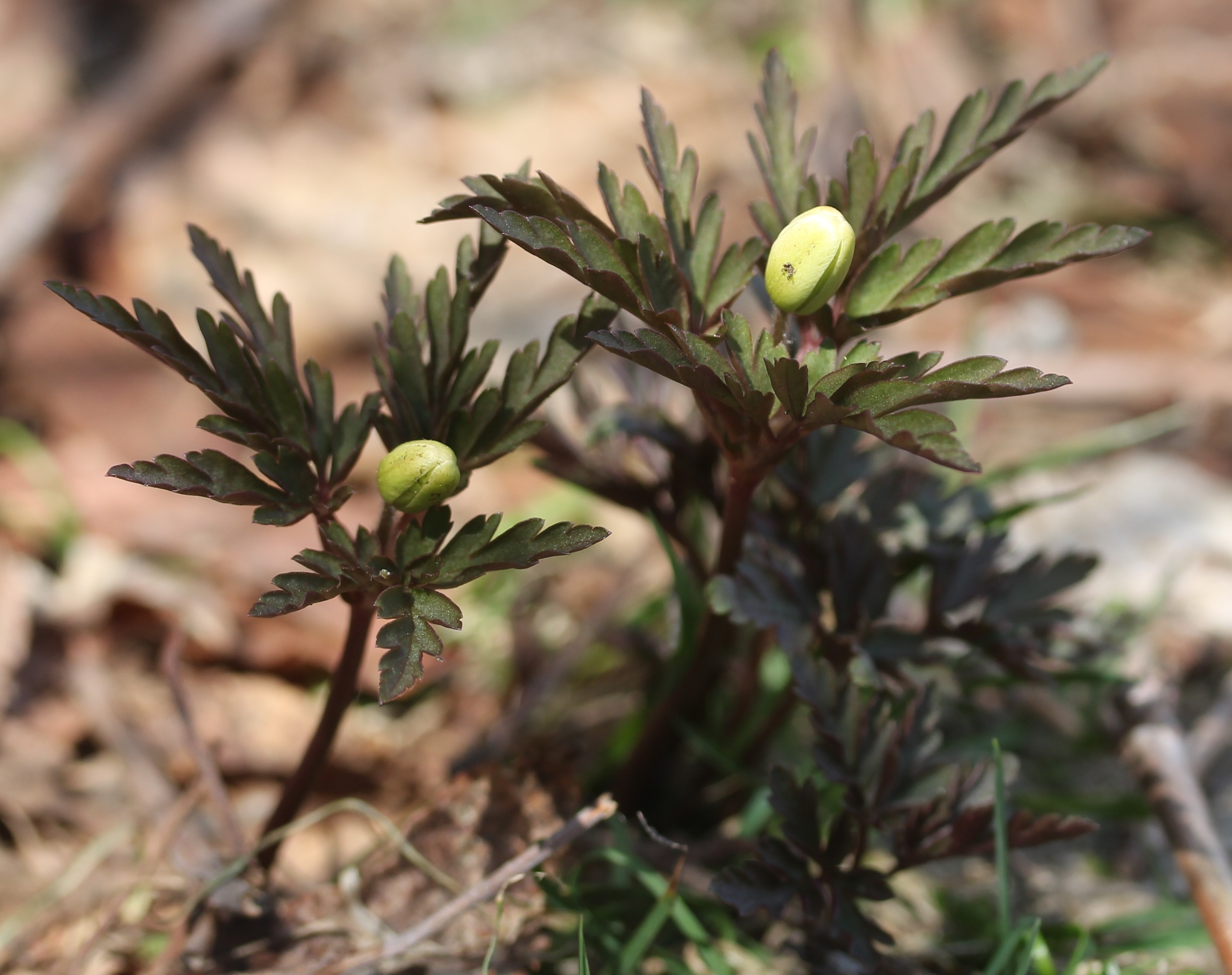
蕾
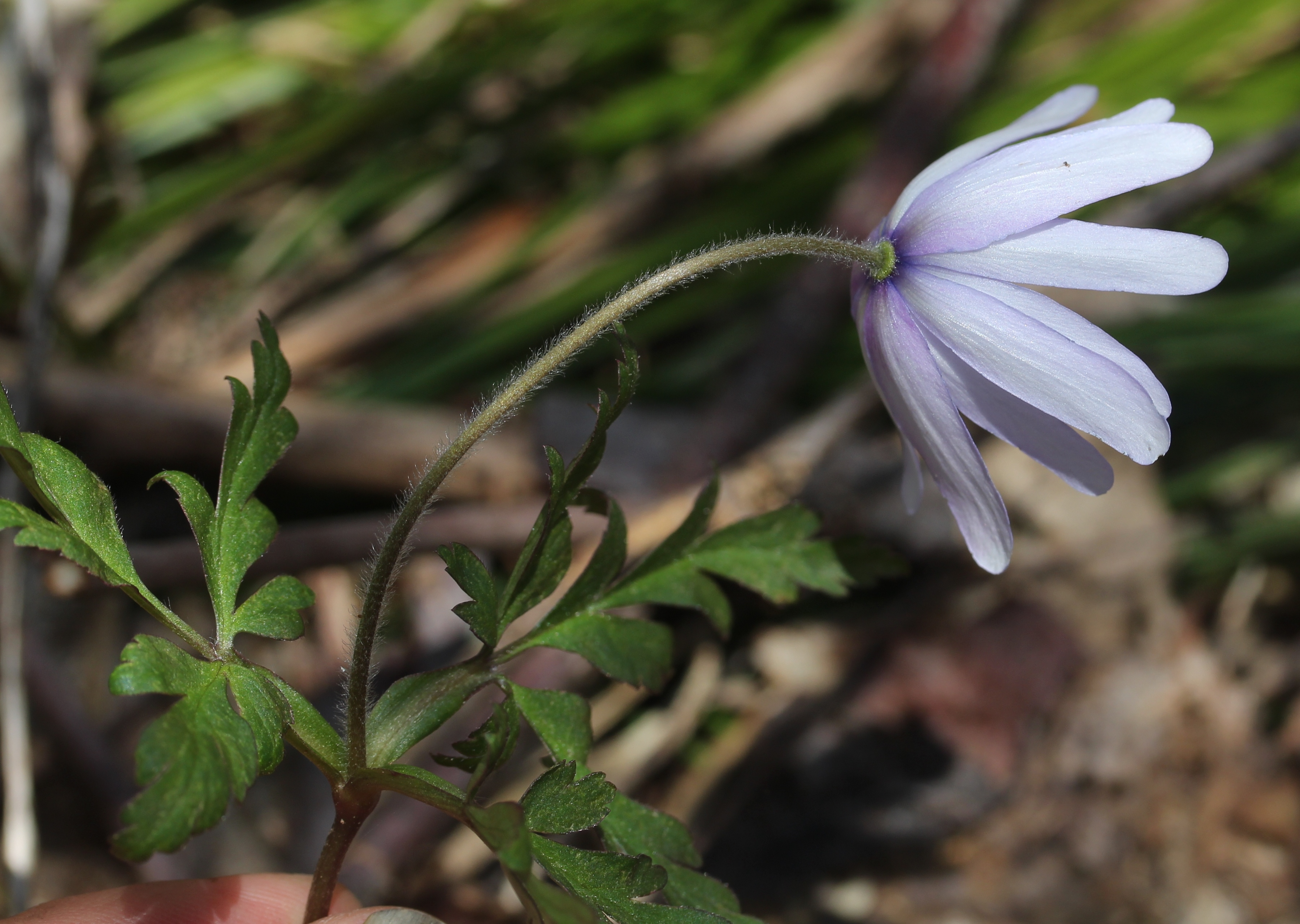
側面
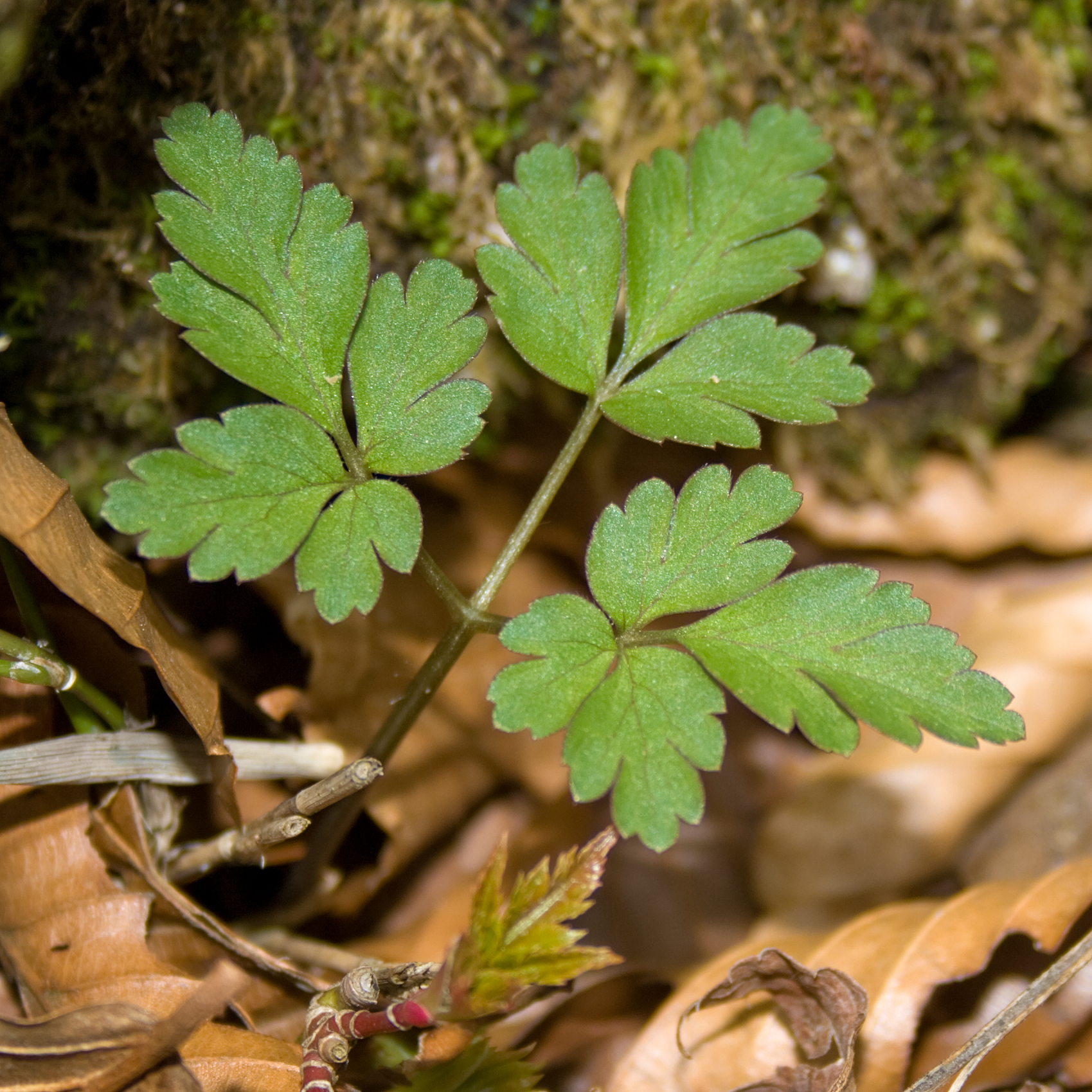
葉
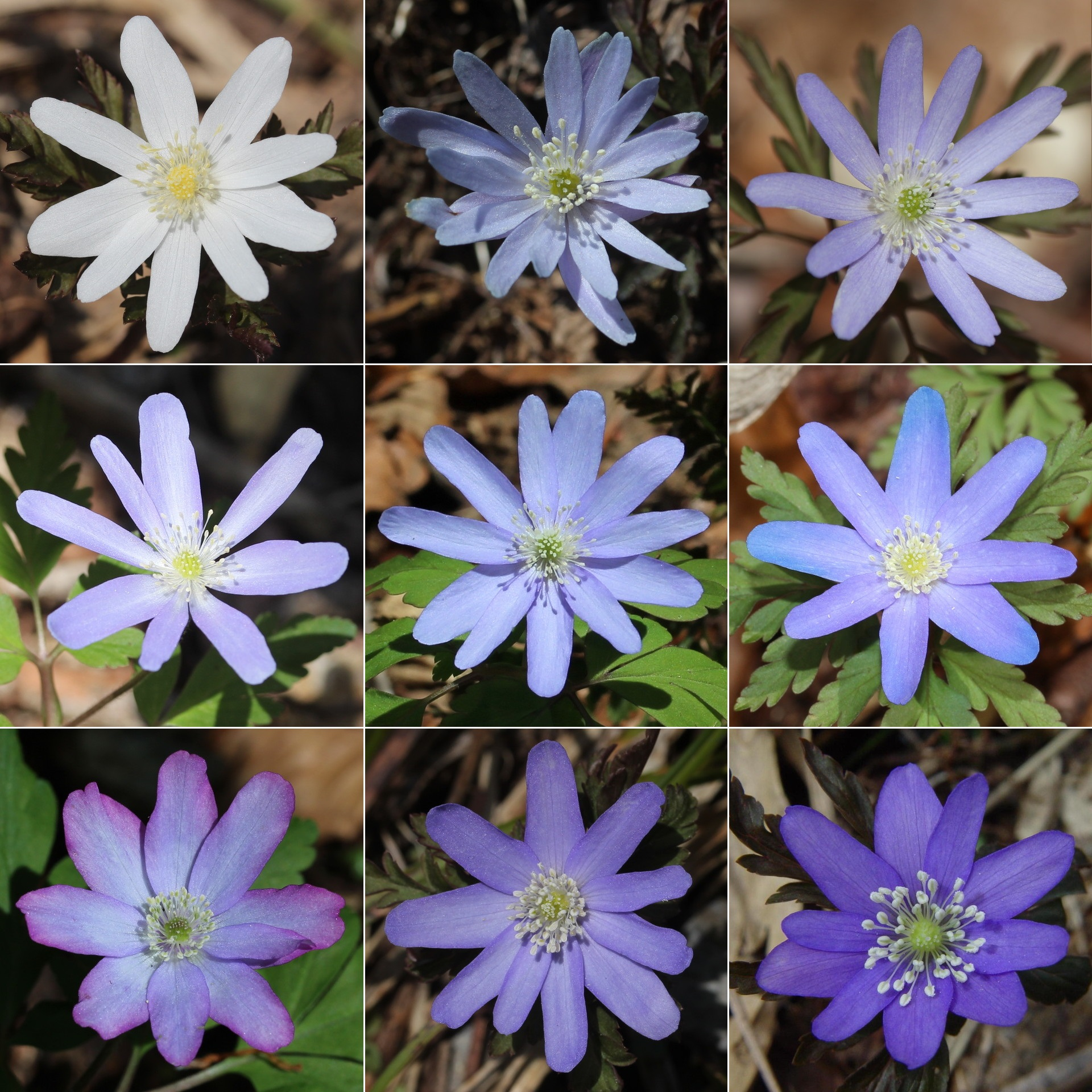
萼片の色のバリエーション
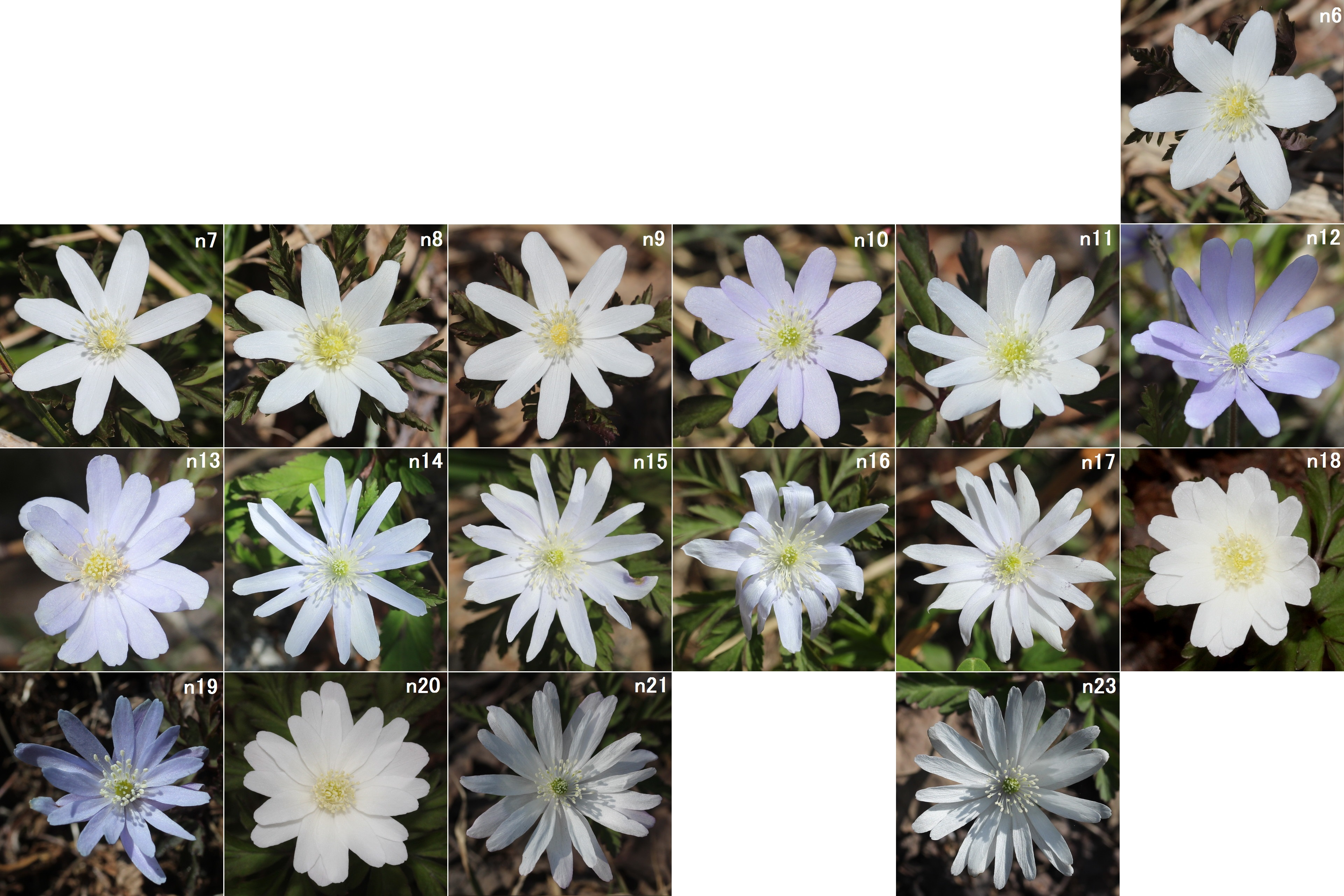
萼片枚数のバリエーション